# سیروس علائی
سیروس علایی نویسنده و پژوهشگر ایرانی، دارای دکترای در رشته مهندسی از دانشگاه صنعتی برلین است. وی مدت هشت سال سابقه تدریس در دانشگاه تهران دارد و پس از انقلاب به انگلستان رفت و به پژوهش‌های تاریخی به ویژه در زمینهٔ تاریخ نقشه‌نگاری (cartography) در ایران و گردآوری نقشه‌های قدیمی ایران نیز مشغول بود. یکی از دستاوردهای این مطالعه‌ها مقالهٔ «نقشه‌نگاری ایران» در دانشنامهٔ ایرانیکا است.

## آثار
از ایشان دو کتاب «نقشه‌های عمومی ایران»، و «نقشه‌های اختصاصی ایران» منتشر شده است.
سال ۲۰۰۵ از راه انتشارات دانشگاهی بریل (Brill) کتابی به نام «نقشه‌های عمومی ایران» را منتشر کرده است.
این کتاب از دو فصل عمده تشکیل شده است: فصل ۱: نقشه‌های بطلمیوسی که در آن به زندگی و کارهای بطلمیوس پرداخته شده است. فصل ۲: نقشه‌های عمومی و منطقه‌ای ایران که به نقشه‌های ایران تولید شده در کشورهای گوناگون مانند ایتالیا، اسپانیا، پرتغال، فرانسه، آلمان، بریتانیا، عثمانی و خود ایران می‌پردازد. سپس خود نقشه‌ها ارائه شده‌اند.